# Smrčná (tvrz)
Tvrz ve Smrčné je objekt kamenného věžovitého stavení ve vesnici Smrčná, části obce Svatá Maří v okrese Prachatice. Tvrz je chráněna jako kulturní památka České republiky. Národní památkový ústav a Jiří Úlovec řadí tvrz mezi ohrožené památky.
Tvrz se nalézá v jihovýchodní části vesnice poblíž návsi s památnou lípou malolistou, objekt má číslo popisné 13. Tvrz je v soukromých rukou, zvenčí je objekt přístupný volně.

## Historie

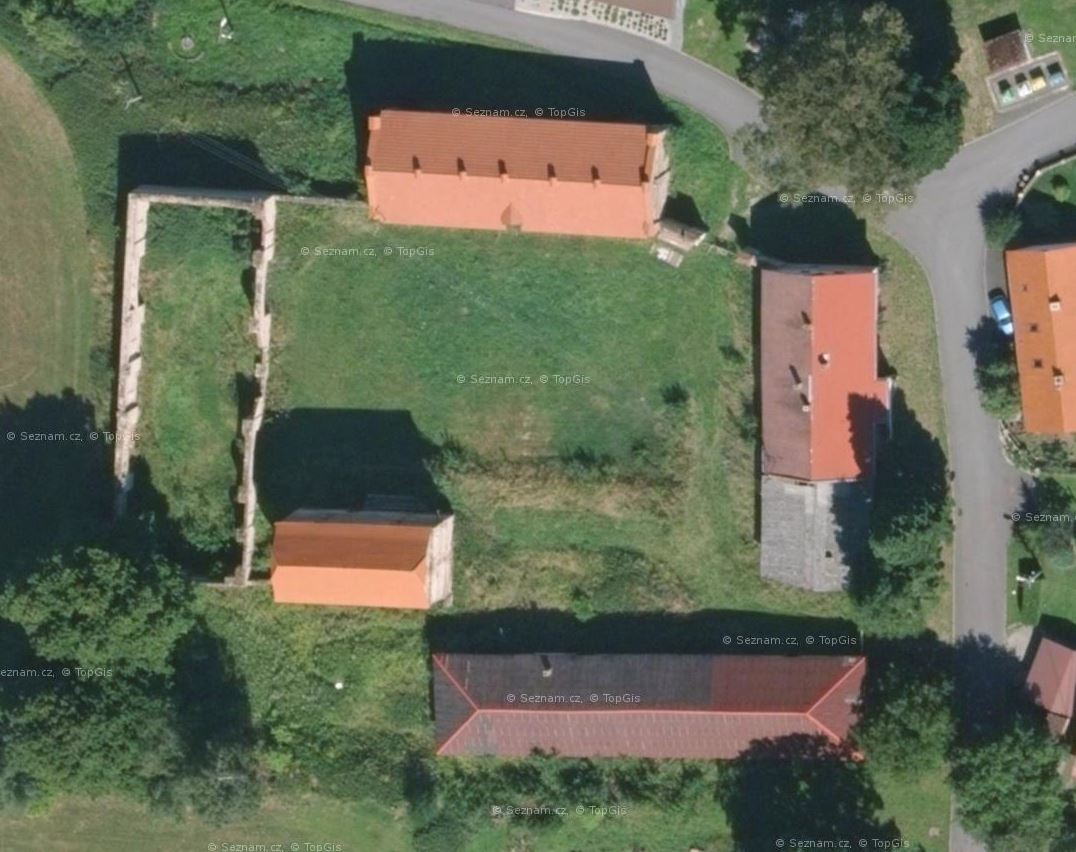
Letecké foto tvrze (Mapy.cz)

Tvrz vznikla pravděpodobně ve 14. či 15. století, první písemná zmínka o samotné Smrčné pochází z roku 1381, kdy ve vesnici sídlil malý vladycký rod. Následně vesnici vlastnili vladykové z Čestic, ti v roce 1409 poplužní dvůr ve vesnici rozprodali. Dvůr od poloviny 16. století vlastnili Lčovičtí z Čestic, následně v letech 1735–1805 patřil pánům ze Sickingenu, v polovině 19. století panství Lčovice i s tvrzí vlastnil Kryštof Benda. Během 18. století došlo k přestavbě věže tvrze na sýpku, objekty hospodářského dvora pocházejí z 19. století, datum stavby panského domu není známo (nejpozději z 18. století). Po roku 1948 byl areál využíván místním jednotným zemědělským družstvem.
V roce 2016 byla obnovena střešní krytina tvrze, ale objekt má celkově narušenou statiku a hrozí mu zřícení.

## Popis

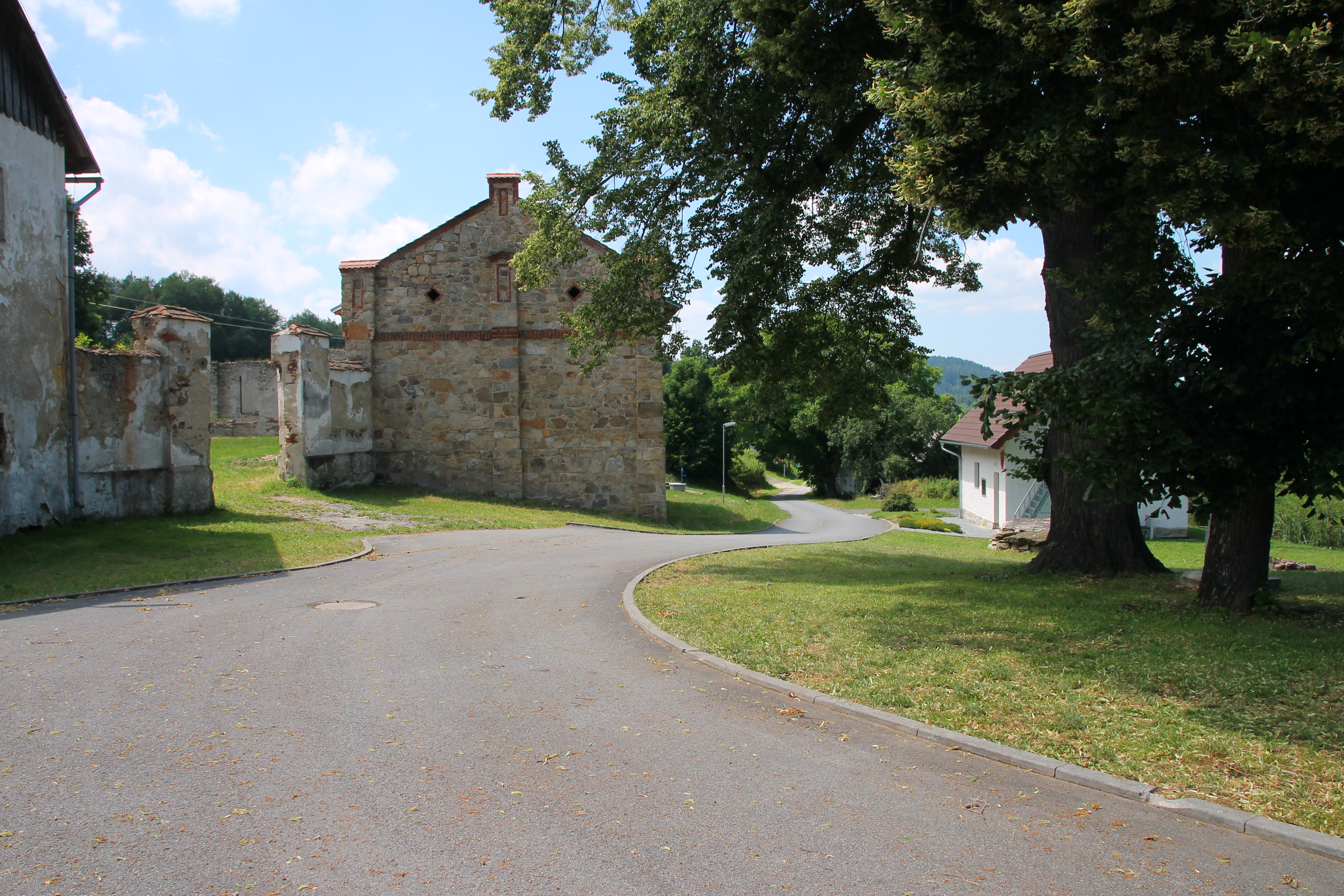
Vjezd z návsi do dvora tvrze

Samotná věžová budova tvrze se nalézá ve volném prostoru v jihozápadním rohu hospodářského dvora, na který se dá vstoupit od severu branou mezi panským domem na severovýchodním rohu a stájemi na severní straně dvora. Západní část dvora je vymezena pozůstatky stodoly, ta je spojena se stájemi ohradní zdí, na jihu se nacházejí opět stáje. U jižní stěny panského domu byly přistavěny památkově nechráněné garáže.
Věž tvrze byla původně třípatrová stavba na obdélníkové půdorysu o rozměrech 15,4 × 7,7 m. Z původních štěrbinových střílen se dochovala jen jedna v přízemí, ostatní byly přestavěny na sýpková okna. Ve třetím patře se nacházelo sídlo majitele, bylo vybaveno prevéty a krbem. Je možné, že v tvrzi se nacházelo i čtvrté roubené či hrázděné patro. Na fasádě jsou patrné nevýrazné pozůstatky barokních úprav z 1. poloviny 18. století. Věž je dnes zakončena polovalbovou střehou. Podlaží jsou tvořeny trámovými stropy, komunikaci mezi nimi zajišťují dvouramenná schodiště.
Severní stáj je vyzděna z lomového kamene s cihelnými doplňky, což odpovídá stylu schwarzenberských staveb. Severní i jižní stáje jsou zaklenuty plackami. V severním štítě panského domu je vyveden erb rodu Sickingenů (pět růžic). Panský dům je považován za nejdochovalejší část souboru staveb, v relativně dobrém stavu je i samotná tvrz; areál je v soukromém vlastnictví a majitel plánuje rekonstrukci objektů.
Tvrz byla považována za klášter templářů. Uvnitř budov se nacházely nástěnné malby a v průčelí původně stál kamenný emblém ve tvaru bochníku chleba, ten však byl snesen.